# نموذج بورن-إنفيلد
في الفيزياء، هذا النموذج عبارة عن مثال مخصوص لما يعرف باسم الديناميكا الكهربائية اللاخطية. وقد قدمت تاريخياً في الثلاثينيات من القرن الماضي لإزالة الخلاف عن الطاقة-الذاتية للإلكترون electron's self-energy في الديناميكا الكهربائية الكلاسيكية بعرض الحد الأعلى للحقل الكهربائي عند الأصل. تمتلك ديناميكا بورن-إنفيلد الكهربائية Born-Infeld electrodynamics المجموعة الكاملة من الخصائص الفيزيائية المثيرة للاهتمام :
أولاً : إن مجموع طاقة الحقل الكهرومغناطيسي تكون منتهية وتكون في الحقل الكهربائي منتظمة في كل مكان (أي أنه يتم الحفاظ على نفس المميزات الأولية التي اكتساها الحقل الكهروميغناطيسي ).
ثانياً :إنها تعرض خصائص فيزيائية جيدة فيما يتعلق بانتشار الموجات، مثل غياب موجات الصدمة والانكسار المزدوج. تظهر نظرية الحقل هذه الخاصية على مسمى تمام الاستثنائية completely exceptional ونظرية بورن-إنفيلد هي الديناميكا الكهربائية اللاخطية النظامية الاستثائية الكاملة والوحيدة.
أخيراً، (و بأكثر تقنية) يمكن لنظرية بورن-إنفيلد أن تكون مرئية كتعميم مغاير لنظرية ماي، وقريبة جداً لفكرة آينشتاين لعرض تنسور الفضاء الغير-متناظر nonsymmetric metric tensor مع الجزء المتناظر المقابل لتنسور الفضاء العادي والتناظر-المضاد لتنسور الحقل الكهرومغناطيسي electromagnetic field tensor.
وسنستعمل الطريقة النسبية هنا لأن هذه النظرية تتعامل مع النسبية بشكل كامل.
إن الكثافة اللاغرانجية  Lagrangian density هي
{\displaystyle {\mathcal {L}}=-b^{2}{\sqrt {-\det \left(\eta +{F \over b}\right)}}+b^{2}}
حيث أن η هو فضاء مينكوفسكي Minkowski metric، وF هو تنسور فاراداي Faraday tensor وكلاهما تتعاملا على أنها مصفوفات مربعة إذاً بإمكاننا أخذ المحدد لمجموعهما; b هو مقياس بارامتر. القيمة المحتملة القصوى للحقل الكهربائي في هذه النظرية هو b، والطاقة-الذاتية لشحنات النقطة منتهية. وعندما تكون بالنسبة للحقول الكهربائية والمغناطيسية أكثر صغراً منb، نستخدم ديناميكا ماكسويل الكهربائية (أي أنه يتم استخدام معادلات ماكسويل الأربعة ) .
في الزمكان الرباعي الأبعاد تكون اللاغرانجية
{\displaystyle {\mathcal {L}}=-b^{2}{\sqrt {1-{\frac {E^{2}-B^{2}}{b^{2}}}-{\frac {({\vec {E}}\cdot {\vec {B}})^{2}}{b^{4}}}}}+b^{2}}
حيث E هو الحقل الكهريائي، وB هو الحقل المغناطيسي.
في نظرية الأوتار، تكون حقول القياس الموجودة على برين-D (التي تنشأ من مفرق الأوتار المفتوحة) موصوفة بواسطة نفس النوع اللاغرانجي:
{\displaystyle {\mathcal {L}}=-T{\sqrt {-\det \left(\eta +2\pi \alpha 'F\right)}}}
حيث T هو توتر البرين-D.